# Woolfardisworthy (Torridge)
Woolfardisworthy – wieś w Anglii, w hrabstwie Devon, w dystrykcie Torridge. Leży 65 km na północny zachód od miasta Exeter i 303 km na zachód od Londynu. W 2001 miejscowość liczyła 1123 mieszkańców.